# Kid-E-Cats - Dolci gattini
Kid-E-Cats - Dolci gattini (in russo Три кота?, 'Tri kota') è una serie animata russa per bambini trasmessa nel 2015 da STS, prodotta da CTC Media e Studio Metrafilm.
L'edizione italiana è andata in onda su Cartoonito a partire dal 5 novembre 2018.

## Trama
La serie racconta la vita dei gattini Cookie, Chicca e Budino, tre fratelli che in ogni episodio affrontano i piccoli problemi quotidiani, aiutati dalla famiglia e dagli amici Tortina, Razzo e Boris. Essi vivono in un non identificato villaggio della Russia che dovrebbe trovarsi non lontano dal mare (dove abita il nonno). L'aeroporto più vicino si trova nella città di Gattopoli.

## Personaggi e doppiatori
- Cookie: il più dinamico dei tre, ha 6 anni e ama gli sport ed in particolare il calcio, l'hockey e sciare. È doppiato da Giulia Maniglio.
- Chicca: la più piccola dei tre fratelli, ha 4 anni ed è molto curiosa e in ogni puntata cerca sempre di risolvere i problemi con le sue idee. Doppiata in italiano da Sabrina Bonfitto.
- Budino: il più grande dei fratelli, ha 8 anni ed è molto emotivo e spesso ha paura, ma allo stesso tempo è molto studioso e intelligente. Ama giocare a scacchi e leggere libri sulla natura e in particolare sui funghi. È doppiato da Cinzia Massironi.
- Mamma: si occupa di moda per bambini. Sportiva, pratica, è un'ottima giocatrice di scacchi. ha una sorella, che si chiama Cannella, e un nipotino neonato. È doppiata da Debora Magnaghi.
- Papà: lavora in una fabbrica di dolci, ma ama sperimentare anche a casa torte e biscotti. Ama il calcio e fare snowboard. Doppiato in italiano da Gianluca Iacono.
- Razzo: ama gli ufo e tutto quello che riguarda l'astronomia. Suo papà è istruttore di ginnastica, mentre sua mamma fa la cassiera nel supermercato del paese. Doppiato in italiano da Federica Valenti.
- Tortina: è una gattina principessa, ama tutto ciò che è bello ed elegante. Nella versione russa parla con la erre moscia. È doppiata da Serena Clerici.
- Nerino: è un gatto tutto nero e ama tutto ciò che è nero e spaventoso. Suo papà ha un'impresa di costruzioni. È doppiato da Gea Riva.
- Leo: soprannominato Freccia, molto intelligente, ama la tecnologia e la scienza. Suo papà lavora nei vigili del fuoco. È doppiato da Tiziana Martello.
- Boris: è un gatto di colore grigio che ama i clown e da grande vorrebbe diventarlo anche lui. Prende sempre il raffreddore. È doppiato da Andrea Rotolo.
- Nonno Alfaro: è il nonno paterno e gestisce un faro in riva al mare. Grande viaggiatore, in passato si occupava anche di salvataggio insieme ad un suo amico pilota di elicottero. È doppiato da Marco Balzarotti.
- Nonna: è la nonna materna, vive in campagna. È molto attiva ed energica, coltiva la terra e alleva le api. È doppiata da Caterina Rochira.
- Bruska: è una gatta viola, di famiglia benestante. È spesso lunatica e scontrosa, ama mangiare i dolci. Doppiata da Deborah Morese.
- Divo: è un gatto blu con un papillon. È molto buono, ama suonare il violino e recitare.
- Izium: è un gatto giallo che ama molto disegnare.
- Zio Muffin: è il fratello del papà. È un attore. In una puntata i gattini vanno a trovarlo sul set. Doppiato da Matteo Zanotti e da Marco Balzarotti.
- Voce narrante: il narratore che racconta la vita dei dolci gattini e dei loro genitori. Doppiata da Diego Baldoin.
- Zia Cannella: È la sorella della mamma di Cookie, Chicca e Budino e ha un figlio di nome Bagle. Doppiata da Federica Valenti.

## Episodi

### Prima stagione (2015)
1. Il biglietto musicale
2. Il film
3. Il picnic
4. Gattini spaventosi
5. La confettura di lamponi
6. La bicicletta
7. Il tesoro
8. I dottori!
9. Il detective
10. La spesa
11. Le sculture di neve
12. Un'avventura spaziale
13. Domenica
14. Il pappagallo
15. Giocare nel fango
16. Dolci postini
17. La gara di ballo
18. La casetta sull'albero
19. La galleria d'arte
20. Il raccolto
21. Il compleanno della mamma
22. Il cellulare
23. Divertimento sulla neve
24. Babbo Natale e la fatina del gelo
25. Il programma di cucina
26. Capodanno
27. A casa con papà
28. Il primo volo
29. Una nuova storia
30. La bacchetta magica
31. Lo zio Muffin
32. La valigia di papà
33. Il dente da latte
34. Sott'acqua
35. Sogni a richiesta
36. Avventure immaginarie
37. La farfalla
38. Super gattini!
39. L'aquilone
40. Ladra con le ali
41. La giornata del gatto nero
42. Una balena da fotografare
43. Scacco matto
44. Il treno dei gattini
45. La TV dei gattini
46. Il pesce rosso
47. Tutti al circo
48. La stazione dei pompieri
49. Un'emozionante avventura
50. Il gioco del silenzio
51. Alieni!
52. Il concorso di bellezza

### Seconda stagione (2017)
1. Le buone maniere
2. Piccoli archeologi
3. I walkie-talkie
4. Lo spaventapasseri
5. Lo spettacolo di Divo
6. La dolce verità
7. Il tesoro dell'antico Egitto
8. Giochi al buio
9. Nascondino
10. Il campionato di calcio
11. Boris fa il clown
12. Papà e il tennis
13. La corsa di macchinine
14. I fantasmi
15. Il pisolino
16. Vecchi giocattoli
17. Il luna park
18. I guardaspiaggia
19. Il ristorante
20. Sulla neve con papà
21. Hockey
22. Al lavoro con papà
23. Strumenti musicali
24. Il caffè di papà
25. Seguire le istruzioni
26. La memoria
27. Sasso-carta-forbice
28. Lezioni di piano
29. L'invenzione
30. Le cose vecchie
31. Una notte nel bosco
32. Il perdono
33. Lavori di casa
34. La bugia di Cookie
35. Forza di volontà
36. Non gioco più!
37. La mamma ha il raffreddore
38. La sorpresa
39. Il cappotto
40. La ginnastica
41. Febbre da shopping
42. Imparare a volare
43. Un aiuto in casa
44. Gattini in orario
45. Il misterioso divora-torte
46. Il cuginetto
47. Numeri da campione
48. I gatti delle caverne
49. I germi
50. L'agenzia delle buone azioni
51. Le piccole cose della vita
52. La conchiglia

### Terza stagione (2019)
1. L'igloo
2. Il maggiolino
3. Rallegriamo Bruska
4. Il segreto di papà
5. Il labirinto
6. Budino, guida turistica
7. L'elicottero di salvataggio
8. Gattini dei boschi
9. L'intervista
10. La fantastica Chicca
11. La foto di famiglia
12. Il dinosauro perduto
13. La fiera dell'anguria
14. Nuovi alberi
15. Il robogatto di Budino
16. La pioggia di meteoriti
17. In visita da molto lontano
18. I gattini fanno centro
19. Un fiore speciale
20. La biblioteca
21. Le elezioni
22. La battaglia di palle di neve
23. Un risparmio intelligente
24. Come nuovo
25. Gattini alla deriva
26. Dino-gatti
27. Il viaggio in treno
28. Un oggetto misterioso
29. Dolci come il miele
30. La festa delle mongolfiere
31. Calamite
32. Segnali stradali
33. I custodi del parco
34. Gattini panettieri
35. Punti fedeltà
36. L'hoverboard di Budino
37. Gattini critici
38. Gli studi cinematografici
39. Karate-Cookie
40. È mattina, Cookie
41. Il talento di Cookie
42. Stai tranquilla, Chicca
43. Il ritratto
44. Il meccanico
45. Le promesse
46. La colazione
47. Gattini in missione
48. Cookie lo scalatore
49. Allerta meteo
50. Mal di pancia
51. Il concorso canoro
52. I gattini tornano a casa